# Pterotocera
Pterotocera là một chi bướm đêm thuộc họ Geometridae.

## Các loài
- Pterotocera armeniacae
- Pterotocera declinata
- Pterotocera suidanaria
- Pterotocera ussurica